# Каримов, Рамазан Асылбекулы
Рамазан Асылбекулы Каримов (каз. Рамазан Асылбекұлы Кәрімов; род. 24 ноября 2004, Алма-Ата) — казахстанский футболист, полузащитник клуба «Кайрат», выступающий на правах аренды за клуб «Жетысу».

## Клубная карьера
Футбольную карьеру начинал в 2022 году в составе клуба «Кайрат-Жастар» в первой лиге. 30 апреля 2022 года в матче против клуба «Экибастуз» (2:2) дебютировал в первой лиге Казахстана. 23 июня 2023 года в матче против клуба «Туран» (2:3) забил дебютный мяч в первой лиге Казахстана.
11 июля 2024 года на правах аренды стал игроком клуба «Каспий».
27 февраля 2025 года на правах аренды перешёл в клуб «Жетысу». 2 марта 2025 года в матче против клуба «Кызыл-Жар» дебютировал в казахстанской Премьер-лиге (1:1), выйдя на замену на 68-й минуте вместо Диаса Орынбасара.

## Карьера в сборной
7 июня 2022 года дебютировал за сборную Казахстана до 19 лет в матче против сборной Азербайджана до 19 лет (1:1).

## Клубная статистика
| Клуб             | Сезон            | Лига | Лига | Кубки | Кубки | Еврокубки | Еврокубки | Итого | Итого |
| Клуб             | Сезон            | Игры | Голы | Игры  | Голы  | Игры      | Голы      | Игры  | Голы  |
| ---------------- | ---------------- | ---- | ---- | ----- | ----- | --------- | --------- | ----- | ----- |
| Кайрат           | 2023             | 0    | 0    | —     | —     | —         | —         | 0     | 0     |
| Кайрат           | Итого            | 0    | 0    | —     | —     | —         | —         | 0     | 0     |
| → Кайрат-Жастар  | 2022             | 11   | 0    | —     | —     | —         | —         | 11    | 0     |
| → Кайрат-Жастар  | 2023             | 21   | 2    | —     | —     | —         | —         | 21    | 2     |
| → Кайрат-Жастар  | 2024             | 13   | 3    | —     | —     | —         | —         | 13    | 3     |
| → Кайрат-Жастар  | Итого            | 45   | 5    | —     | —     | —         | —         | 45    | 5     |
| → Каспий         | 2024             | 14   | 2    | —     | —     | —         | —         | 14    | 2     |
| → Каспий         | Итого            | 14   | 2    | —     | —     | —         | —         | 14    | 2     |
| → Жетысу         | 2025             | 1    | 0    | —     | —     | —         | —         | 1     | 0     |
| → Жетысу         | Итого            | 1    | 0    | —     | —     | —         | —         | 1     | 0     |
| Всего за карьеру | Всего за карьеру | 60   | 7    | —     | —     | —         | —         | 60    | 7     |